# Dolmen de la Caseta
El Dolmen de la Caseta és un monument megalític del terme comunal de Cortsaví, a la comarca del Vallespir, de la Catalunya del Nord.
El Dolmen de la Caseta és a prop al nord-est de la Caseta i del Mas de l'Om, a prop de la carretera que puja a Vetera des del poble de Cortsaví.
És un dolmen de galeria catalana. Fou donat a conèixer per Jean Abélanet el 2011.